# Punk Life
Punk Life è il settimo album di studio del gruppo punk inglese Alternative TV, pubblicato il 26 gennaio 1998 da Overground Records. Si tratta del primo album di inediti in quasi quattro anni, in cui il gruppo, al tempo composto da Perry e da alcuni amici, sperimenta con la techno e il trip hop e omaggia i Throbbing Gristle con una cover di Alternative TG.

## Tracce
- Tutte le tracce scritte da Mark Perry eccetto dove indicato.

1. Unlikely Star - 5:00
2. Punk Life (Fergusson, Perry) - 5:29
3. Guntai Wa Moumoku (Mizushima, Perry) - 5:25
4. Give Me Love - 5:14
5. I Had Love in My Hands (Burns, Lee, Perry) - 2:24
6. Jane's Not at Home - 0:37
7. Alternative TG. (Throbbing Gristle) - 14:58
8. Jesus on the Mainline (tradizionale) - 4:17
9. You Never Know (Alternative TV, Blake, Connell, Mark Perry, Phillips) - 3:14
10. God Saves! - 6:16
11. Purpose in My Life - 4:18
12. A Bold Chance - 4:25
13. Alternative Television - 3:58

## Crediti[3]
- Mark Perry - chitarra, percussioni, pianoforte, programmazione
- Mike Cook - chitarra
- Stephen O'Neil - basso
- Steve Connell - basso
- Ian McKay - sintetizzatore, programmazione